# سیستم ساختمانی پیش‌ساخته بتنی
سیستم ساختمانی پیش ساخته بتنی  در جوامع مختلف با بهره‌گیری از تکنولوژی‌های نوین با استفاده از دستگاه‌ها و تجهیزات پیشرفته و نیروی کارآمد و با تجربه در انبوه سازی مسکن و ساختمان مورد استفاده قرار می‌گیرد. این سیستم در سال ۱۹۵۰ تا ۱۹۶۰ در اروپا و سپس در نقاط دیگر جهان گسترش یافت. در این سیستم قطعات بتنی بر اساس نقشه‌ها و قطعات موردنظر به صورت پیش ساخته از کارخانه سازنده به کارگاه حمل می‌گردد. قطعات پیش ساخته به‌طور کلی در سه دسته قطعات سقف و دیوار و قطعات متفرقه تولید می‌شوند.

## ویژگی‌های معماری
در طراحی معماری این سیستم، با توجه به پیش ساخته بودن قطعات محدود چندانی از نظر ابعاد و تناسبات وجود ندارد. در این سیستم به دلیل استفاده از تیرهایی با مقطع I شکل می‌توان دهانه‌های بزرگ تا ۱۸ متر را پوشش داد. در نتیجه از لحاظ معماری انعطاف‌پذیری بالایی وجود دارد و می‌توان فضای داخلی را به نحو دلخواه تقسیم‌بندی کرد.

## سیستم سازه‌ای
پایداری سیستم سازه‌ای در این سیستم به یکی از دو روش زیر تأمین می‌شود:
سیستم قاب خمشی با اتصالات گیردار (صلب): در این سیستم بین تیر و ستون گیرداری کامل وجود دارد. اکثر ساختمان‌هایی که با این سیستم طراحی و اجرا می‌شوند دارای قاب خمشی با اتصالات گیردار هستند.
سیستم قاب با اتصالات ساده (مفصلی) همراه با مهاربندی یا دیوار برشی: که مهار بندی قاب ساده به یکی از روش‌های زیر صورت می‌گیرد:
- مهاربندی فلزی
- دیوار برشی پیش ساخته
- دیوار برشی بتن درجا

## انواع اتصالات در سیستم قاب خمشی اتصال صلب
در این نوع اتصال زاویه بین تیر و ستون همیشه ۹۰ درجه است.
اجرای اتصال صلب با پیش‌بینی اجزا و قطعات مورد نیاز بر روی ستون‌ها و تیرها و تکمیل آن در زمان نصب قطعات و اجرای سیستم سازه ساختمان، امکان‌پذیر می‌شود.

## اتصالات در سیستم قاب ساده

### اتصال ستون به پی
این اتصال به وسیلهٔ پیچ‌هایی که صفحات فولادی نصب شده در انتهای ستون‌های بتنی را به پی متصل می‌کند، اجرا می‌شود. روش دیگر این اتصال با قرار دادن ستون در حفره‌های درون پی و بتن ریزی اطراف آن (روش مته‌ای) اجرا می‌شود.

### اتصال ستون به ستون
این اتصال می‌تواند به روش کام و زبانه یا با استفاده از صفحات فولادی در طرفین محل اتصال اجرا گردد.

### اتصال تیر به ستون
این اتصال با استفاده از نبشی و صفحات فولادی که از قبل به صورت پیش ساخته روی تیرها و ستون‌ها تعبیه شده و در محل نصب گشته و اجرا گردد.

### اتصال سقف به تیر
اتصال سقف به تیر به‌طور معمول به صورت تر و با استفاده از میلگردهایی که از قبل در قطعات سقف و تیر پیش‌بینی شده‌است، اجرا می‌گردد. با اضافه کرده میلگردهای طولی برای به هم پیوستن میلگردهای پیش‌بینی شده در قطعات تیر و سقف و بتن ریزی فاصله بین این دو قطعه، در محل اجرای ساختمان اتصال سقف به تیر تکمیل می‌شود.

### اتصال سقف به سقف
در این روش بتن ریزی فاصله بین قطعات سقف که با استفاده از میلگردهای کلاف‌کننده در لبه قطعات و میلگردهای متصل‌کننده انجام می‌شود، امکان یکپارچگی و اتصال قطعات سقف را فراهم می‌آورد.

## مراحل اجرا
مراحل اصلی اجرای سیستم پیش ساخته بتنی عبارتند از:

### تولید قطعات در کارخانه
تولید قطعات پیش ساخته شامل مراحل آماده‌سازی قالب، فولادگذاری، بتن ریزی و عمل آوری است. عملیات پیش تنیدگی نیز در صورت لزوم انجام می‌گیرد. عملیات پیش تنیدگی باعت کاهش ارتفاع تیرها می‌گردد. یکی از محاسن این سیستم امکان کنترل کیفی بهتر مراحل مختلف اجرا قبل از بتن ریزی است. به طورکلی روش‌های مختلف تولید این قطعات عبارتند از:
تولید قطعات به صورت درجا و تکی
تولید قطعات به صورت درجا و چندتایی
تولید قطعات با استفاده از جابه جایی شاسی یا پالت
جابه جایی با نقاله
تولید خطی

## روش اجرا
سیستم پیش ساخته بتنی به یکی از دو روش زیر اجرا می‌شود:

### اجرای ساختمان به روش خطی (تیر و ستون)
در این روش اجرا اجزای تشکیل دهنده سازه ساختمان شامل پی، شناژ، ستون و تیر و سقف به صورت پیش ساخته بوده و اتصالات قطعات آن از نوع تر است. اتصال قطعات به وسیله اجرای بتن در فاصله بیت دو قطعه و با استفاده از میلگردهای پیش‌بینی شده در لبه قطعات و میلگردهای متصل کننده‌ای که قبل از بتن ریزی اتصال نصب می‌شوند، صورت می‌گیرد.

### اجرای ساختمان به روش دیواری
در این روش اجزای تشکیل دهنده سازه ساختمان، شامل پی نواری، پانل‌های دیوار و سقف به صورت پیش ساخته هستند. اتصالات این روش از نوع پیچ و مهره و در برخی موارد اتصال تر می‌باشد. کلیه باز شوهای در و پنجره و هر نوع داکت تأسیساتی و حتی محل کلید و پریز و لوله‌های برق از قبل پیش‌بینی شده و در کارخانه اجرا می‌گردد.

## ویژگی‌های سیستم از نظر تاسیسات مکانیکی و الکتریکی
در این سیستم، جاگذاری اجزای تأسیساتی (لوله‌های آب و فاضلاب، کلید و پریزهای برق، دودکش‌ها و کانال‌های تهویه) در درون قالب دیوار و قبل از بتن ریزی انجام می‌شود که این امر سبب یکپارچگی دیوارها می‌شود و نیازی به عملیات تخریب و ترمیم مجدد دیوارها برای نصب تأسیسات الکتریکی و مکانیکی نیست.

## ویژگی‌های سیستم از نظر مصرف انرژی
صرفه جویی در مصرف انرژی در این سیستم همه در مرحله حمل و نقل اتفاق می‌افتد. در هنگام حمل قطعات و مصالح صرفه جویی عمده‌ای به دلیل کاهش دفعات تردد واقع می‌شود. همچنین در مراحل نصب سازه، عملیات اجرایی بسیار آسان تر از سیستم‌های متداول است که سبب کاهش انرژی مصرفی در مرحله اجرا می‌شود.

## ویژگی‌های سیستم از نظر عایق بندی صدا
در اکثر مواقع دیوارهای ساخته شده با پانل‌های بزرگ تأمین‌کننده شرایط مورد نظر از لحاظ عایق بندی صدا نیست. با لایه‌های پلاستوفوم در بدنه دیوارها، ساختمان از عایق حرارتی و صوتی مطلوبی برخوردار می‌گردد.

## ویژگی‌های سیستم از نظر تاثیرات زیست محیطی
عدم تولید زباله ساختمانی در محل اجرای پروژه.
تنها ماده اولیه که برای محیط زیست زیانبار است سیمان می‌باشد در این روش، که چون در کارخانه از آن استفاده می‌شود آن را به‌طور سیستمی کنترل کرد.
این سیستم از لحاظ عمر سازه‌ای در ردیف ساختمان‌های با عمر بالا قرار دارد که این نکته‌ای مثبت برای محیط زیست است هرچند از نظر غیرقابل بازیافت بودن امری نامطلوب برای محیط زیست است.

## کاربردهای مناسب
ساختمان مسکونی با طبقات محدود، پارکینگ طبقاتی، سالن‌های صنعتی، سالن‌های ورزشی، کارگاه، کارخانه و سالن‌های صنعتی، دیوارهای محوطه، پل‌ها و تقاطع‌های غیر همسطح، قطعات خاص مانند پناهگاهها، سقف سالن‌های با دهانه‌های بزرگ وانواع قطعات نما.

## محدودیت ها
نیاز به وجود کارخانه تولیدکننده قطعات پیش ساخته با ظرفیت بالا.
در پروژه‌های مسکونی در مقیاس انبوه سازی از نظر زمان و هزینه مناسب است اما در پروژه‌های مسکونی کوچک مقیاس دارای توجیه کافی نیست و مورد استفاده قرار نمی‌گیرد.

## الزامات طراحی و اجرا
رعایت منظم بودن ساختمان در پلان و ارتفاع طبقات.
شالوده بتن در این سیستم باید به صورت بتن درجا استفاده گردد.
در تمامی محورهای عمود بر تیرهای نیمه پیش ساخته، تأمین یکپارچگی سقف به وسیله حداقل یک کلاف بتن مسلح درجا الزامی است.
طراحی و اجرای عناصر کششی به همراه میله‌های مهارکننده مناسب در محل اتصال پانل سقف پیش ساخته به یکدیگر و همچنین پیرامون بازشوها الزامی است.
رعایت تمهیدات لازم متناسب با شرایط اقلیمی و محیط‌های خورندهالزامی است. امروزه برای کنترل و اجرای پروژه‌های ساخت از ابزارهای نوین همچون مدل‌سازی اطلاعات ساختمان BIM استفاده میکنند که علاوه بر مزایایی همچون بهبود بهره وری و کاهش هزینه ها به موفقیت پروژه نیز منجر می‌شود.

## نتیجه‌گیری
با توجه به اینکه قطعات سازه‌ای سیستم پیش ساخته بتنی در کارخانه تولید می‌شوند، همواره استفاده از چنین روشی مستلزم وجود کارخانه تولیدکننده و ظرفیت کافی برای تولید قطعات مورد نظر است. از سوی دیگر این سیستم یک روش مناسب صنعتی برای تولید ساختمان محسوب می‌شود و به‌طور خاص در پروژه‌های انبوه سازی به عنوان یک روش مطلوب از نظر زمان و هزینه قابل استفاده می‌باشد.